# Amphicyclus
Genre
Amphicyclus est un genre d'holothuries (concombres de mer) abyssales de la famille des Cucumariidae. 

## Liste des espèces
Selon World Register of Marine Species (9 mars 2015) :
- Amphicyclus japonicus Bell, 1884
- Amphicyclus mortenseni Heding & Panning, 1954
- Amphicyclus thomsoni (Hutton, 1878)